# Marca de Verona
La Marca de Verona o Marca Veronesa fou una jurisdicció feudal creada al segle ix sota domini franc a la regió de Verona a Itàlia, la qual, després d'estar integrada a les marques de Baviera i de Caríntia va esdevenir una marca unida al ducat de Baviera per decisió de l'emperador Otó I. Tot i que jurídicament va existir fins al segle xiii, no va tenir existència real després del segle x.
Els marcgravis (o marquesos) de Verona tenien jurisdicció (de fet nominal) sobre les marques de Carniola, Ístria i Friül. La marca va dependre del ducat de Baviera del 952 al 975 i els seus ducs foren al mateix temps marcgravis. Després del 976, quan la marca de Caríntia es va separar de Baviera i es va constituir en ducat, els ducs de Caríntia foren al mateix temps marcgravis de Verona nominalment fins al 1151, però des de 1061 el títol l'empraven els comtes de Baden; després del 1268 el títol ja no es va tornar a utilitzar.